# Heize
Đây là một tên người Triều Tiên, họ là Jang.
Jang Da-hye  (tiếng Hàn: 장다혜; Hanja: 張多蕙; Hán-Việt: Trương Đa Huệ, sinh ngày 9 tháng 8 năm 1991), được biết đến với nghệ danh Heize, là một ca sĩ, rapper, nhạc sĩ, nhà soạn nhạc và nhà sản xuất người Hàn Quốc. Nghệ danh Heize được đặt theo cách phát âm nghệ danh rapper người Mỹ Angel Haze.

## Sự nghiệp

### 2013: Góp giọng trong mixtape của Crucial Star
Tháng 11 năm 2013, Heize lần đầu góp giọng trong đĩa đơn "Chillin" thuộc mixtape Drawing #2: A Better Man của rapper Crucial Star.

### 2014–2015: Chính thức ra mắt, tham gia Unpretty Star mùa thứ 02
Ngày 17 tháng 1 năm 2014, Heize ra mắt với tư cách là nghệ sĩ solo cùng đĩa đơn After I've Wandered a Bit (hợp tác với Crucial Star).
Ngày 21 tháng 3 năm 2014, Heize phát hành EP (Đĩa mở rộng) đầu tay cùng tên Heize, bao gồm 6 ca khúc.
Heize tham gia chương trình truyền hình thực tế của đài Mnet Unpretty Rapstar mùa 02, nhưng bị loại tại vòng Bán kết. Tuy vậy, nhờ sự góp mặt này mà cô được nhiều người chú ý hơn sau chương trình.

### 2016: EP "And July"; /// (You, Clouds, Rain) (2017) và gia tăng sự nổi tiếng
Tháng 7 năm 2016, Heize ra mắt EP thứ hai And July. Đĩa mở rộng này cũng đạt thứ hạng cao nhất (#34) trên Gaon Music Chart. Hai đĩa đơn "And July" và "Shut Up & Groove" cũng lần lượt vươn tới #8 và #27 tại các bảng xếp hạng trong nước. Riêng "Shut Up & Groove" lọt vào bảng xếp hạng Billboard US World với vị trí #24.
Tháng 12 năm 2016, Heize trở lại với digital single "Star". Ca khúc đã giúp cô giành được 'All-Kill' đầu tiên trong sự nghiệp khi đứng đầu tất cả các bảng xếp hạng thời gian thực (real-time) tại Hàn Quốc sau khi phát hành.
Tháng 6 năm 2017, đĩa mở rộng thứ ba /// (You, Clouds, Rain) được phát hành. Hai đĩa đơn mở đường "Don't Know You" và "You, Clouds, Rain" (hợp tác cùng Shin Yong Jae xuất sắc đạt 'All-Kill' sau khi càn quét hàng loạt bảng xếp hạng real-time trong nước cũng như đạt #1 tại Gaon Digital Chart.
Ngày 8 tháng 3 năm 2018, Heize cho ra mắt EP thứ tư trong sự nghiệp mang tên Wind (còn được gọi là Wish & Wind). Cô tiếp tục kéo dài chuỗi thành công khi các lead single "Jenga" và "First Sight" trong EP đều đạt thứ hạng cao tại các bảng xếp hạng.

### 2019–nay: Album phòng thu đầu tiên trong sự nghiệp, đầu quân về P NATION
Ngày 19 tháng 3 năm 2019, Heize chính thức phát hành album phòng thu đầu tiên của cô mang tên She's Fine. Album có tổng cộng 11 ca khúc, và cả sự góp mặt của các nghệ sĩ đình đám: Simon Dominic, Colde, Sunwoo Jung-a, Jooyoung, Nafla và DAVII. Heize chia sẻ rằng tiêu đề She's Fine được đặt bởi cô muốn "nói với mọi người rằng tất cả rồi sẽ ổn thôi". Album đứng thứ 11 trong danh sách "25 Best K-pop Albums of 2019" (Tạm dịch: 25 album K-pop xuất sắc nhất năm 2019) do Billboard xếp hạng. Billboard nhận xét, "Album được bao quanh bởi sự nhạy cảm, mềm mại tựa satin, mang tới cảm giác thoải mái và ấm áp cho người nghe, khiến họ đi sâu hơn vào tâm hồn Heize. Album cũng chứng minh lý do vì sao Heize là một trong những nghệ sĩ có nhiều màu sắc trong âm nhạc và thú vị nhất trong thế hệ của cô."
Ngày 7 tháng 7 năm 2019, Heize ra mắt đĩa đơn "We Don't Talk Together" kết hợp cùng rapper Hàn Quốc Giriboy. Ca khúc thuộc thể loại alternative R&B, được sản xuất bởi Suga và ngoài ra, Heize tham gia trong quá trình viết lời. Ca khúc nói về việc một cặp đôi đã chia xa như thế nào.  "We Don't Talk Together" đạt hạng 02 tại Gaon Digital Chart.
Ngày 11 tháng 10 năm 2019, Heize phát hành đĩa mở rộng thứ năm Late Autumn ở dạng digital cùng hai ca khúc chủ đề "Falling Leaves are Beautiful" và "Late Autumn". Ngày 22 tháng 10, cô phát hành EP dưới dạng album vật lý.
Ngày 10 tháng 6 năm 2020, Heize ra mắt EP thứ sáu Lyricist với hai title track "Lyricist" và "Things Are Going Well".
Ngày 16 tháng 9 năm 2020, Heize rời CJ E&M, chính thức gia nhập P NATION, công ty giải trí được thành lập bởi Psy.
Ngày 20 tháng 5 năm 2021, Heize phát hành EP thứ bảy trong sự nghiệp mang tên Happen, đây cũng là sản phẩm đầu tiên của cô dưới trướng công ty quản lý mới. MV ca khúc có sự góp mặt của diễn viên Song Joong Ki.
Ngày 29 tháng 3 năm 2022, Heize phát hành digital single "Mother".

## Danh sách đĩa nhạc
Đĩa mở rộng
- Heize (2014)
- And July (2016)
- /// (You, Clouds, Rain) (2017)
- Wind (2018)
- Late Autumn (2019)
- Lyricist (2020)
- Happen (2021)

Album phòng thu
- She's Fine (2019)

## Phim và chương trình truyền hình

### Chương trình truyền hình
| Năm  | Chương trình                  | Kênh    | Vai trò   | Ghi chú           | Nguồn  |
| ---- | ----------------------------- | ------- | --------- | ----------------- | ------ |
| 2015 | Unpretty Rapstar 2            | Mnet    | Thí sinh  |                   |        |
| 2016 | Happy Together 3              | KBS2    | Khách mời | Tập 473           |        |
| 2016 | I Live Alone                  | MBC     | Khách mời | Tập 170           |        |
| 2017 | I'm LIVE                      | ARIRANG | Khách mời | Tập 13            |        |
| 2017 | Wednesday Gourmet             | TvN     | Khách mời | Tập 103           |        |
| 2017 | Park Jin-young's Party People | SBS     | Khách mời | Tập 02            | [ 23 ] |
| 2018 | Let's Eat Dinner Together     | JTBC    | Khách mời | Tập 85            | [ 24 ] |
| 2018 | I'm LIVE                      | ARIRANG | Khách mời | Tập 73            |        |
| 2018 | BREAKERS                      | Mnet    | Khách mời |                   |        |
| 2019 | Two Yoo Project Sugar Man     | JTBC    | Host      | Mùa 03            | [ 25 ] |
| 2019 | Guess My Next Move V2         | Mnet    | Khách mời | Tập 03            |        |
| 2019 | Hangout with Yoo              | MBC     | Khách mời | Tập 07, 10, 13-14 |        |
| 2020 | Amazing Saturday              | TvN     | Khách mời | Tập 140           | [ 26 ] |
| 2020 | Oh! My Part, You              | MBC     | Khách mời | Tập 06            |        |
| 2021 | Immortal Songs 2              | KBS2    | Khách mời | Tập 509-510       | [ 27 ] |
| 2021 | Knowing Bros                  | JTBC    | Khách mời | Tập 281           | [ 28 ] |
| 2021 | Where Is My Home              | MBC     | Khách mời | Tập 111           |        |
| 2021 | Workman                       | JTBC    | Khách mời | Tập 102           |        |
| 2021 | No Prepare                    |         | Khách mời | Tập 6             | [ 29 ] |

### Radio
| Năm  | Chương trình     | Kênh          | Vai trò   | Ghi chú     | Nguồn |
| ---- | ---------------- | ------------- | --------- | ----------- | ----- |
| 2019 | Heize's Diary    | Naver TV Cast | Host      |             |       |
| 2019 | Midnight Idol 1  | Naver TV Cast | Khách mời | Tập 33, 101 |       |
| 2019 | Gomak Mate       | Naver TV Cast | Khách mời | Tập 20      |       |
| 2021 | Studio Moonnight | Naver TV Cast | Khách mời | Tập 44      |       |

## Giải thưởng và Đề cử
| Lễ trao giải                            | Năm  | Hạng mục                                  | Đề cử                    | Kết quả   | Nguồn         |
| Asia Artist Awards                      | 2021 | Female Solo Singer Popularity Award       | Heize                    | Đề cử     | [ 30 ]        |
| Brand Customer Loyalty Awards           | 2020 | Most Influential R&B/Soul Artist          | Heize                    | Đoạt giải | [ 31 ]        |
| Brand of the Year Awards                | 2020 | R&B Soul Artist                           | Heize                    | Đoạt giải | [ 32 ]        |
| Brand of the Year Awards                | 2021 | Female Vocalist                           | Heize                    | Đoạt giải | [ 33 ]        |
| BreakTudo Awards                        | 2019 | K-pop Solo Artist                         | Heize                    | Đề cử     | [ 34 ]        |
| Gaon Chart Music Awards                 | 2017 | Song of the Year – July                   | "And July"               | Đề cử     | [ 35 ]        |
| Gaon Chart Music Awards                 | 2017 | Song of the Year – December               | "Star"                   | Đề cử     | [ 35 ]        |
| Gaon Chart Music Awards                 | 2018 | Song of the Year – June                   | "Don't Know You"         | Đề cử     | [ 36 ]        |
| Gaon Chart Music Awards                 | 2018 | Song of the Year – June                   | "You, Clouds, Rain"      | Đề cử     | [ 36 ]        |
| Gaon Chart Music Awards                 | 2018 | R&B Discovery of the Year                 | Heize                    | Đoạt giải | [ 36 ]        |
| Gaon Chart Music Awards                 | 2019 | Song of the Year – March                  | "Didn't Know Me"         | Đề cử     | [ 37 ]        |
| Gaon Chart Music Awards                 | 2019 | Song of the Year – March                  | "Jenga"                  | Đề cử     | [ 37 ]        |
| Gaon Chart Music Awards                 | 2020 | Artist of the Year – Digital Music (July) | "We Don't Talk Together" | Đề cử     | [ 38 ] [ 39 ] |
| Gaon Chart Music Awards                 | 2022 | Artist of the Year – Digital Music (May)  | "Happen"                 | Đề cử     | [ 40 ] [ 41 ] |
| Genie Music Awards                      | 2018 | Artist of the Year                        | Heize                    | Đề cử     | [ 42 ]        |
| Genie Music Awards                      | 2018 | Song of the Year                          | "Jenga"                  | Đề cử     | [ 42 ]        |
| Genie Music Awards                      | 2018 | Best Female Vocal Performance             | "Jenga"                  | Đoạt giải | [ 42 ]        |
| Genie Music Awards                      | 2018 | Best Female Solo                          | Heize                    | Đề cử     | [ 42 ]        |
| Genie Music Awards                      | 2018 | Genie Music Popularity Award              | Heize                    | Đề cử     | [ 42 ]        |
| Genie Music Awards                      | 2019 | The Female Solo Artist                    | Heize                    | Đề cử     |               |
| Golden Disc Awards                      | 2018 | Digital Daesang                           | "You, Clouds, Rain"      | Đề cử     | [ 43 ]        |
| Golden Disc Awards                      | 2018 | Digital Bonsang                           | "You, Clouds, Rain"      | Đoạt giải | [ 43 ]        |
| Golden Disc Awards                      | 2018 | Global Popularity Award                   | Heize                    | Đề cử     | [ 43 ]        |
| Golden Disc Awards                      | 2019 | Popularity Award                          | Heize                    | Đề cử     | [ 44 ]        |
| Golden Disc Awards                      | 2019 | Digital Bonsang                           | "Jenga"                  | Đề cử     | [ 44 ]        |
| Golden Disc Awards                      | 2022 | Digital Song Bonsang                      | "Happen"                 | Đoạt giải | [ 45 ]        |
| Golden Disc Awards                      | 2022 | Seezn Most Popular Artist Award           | "Heize"                  | Đề cử     | [ 46 ]        |
| Korea Popular Music Awards              | 2018 | Best Ballad                               | "Jenga"                  | Đề cử     |               |
| Korean Culture and Entertainment Awards | 2016 | K-Pop Singer Award                        | Heize                    | Đoạt giải | [ 47 ]        |
| Korean Music Awards                     | 2019 | Best Pop Song                             | "Jenga"                  | Đề cử     |               |
| Melon Music Awards                      | 2017 | Artist of the Year                        | Heize                    | Đề cử     |               |
| Melon Music Awards                      | 2017 | Top 10 Artists                            | Heize                    | Đoạt giải |               |
| Melon Music Awards                      | 2017 | Kakao Hot Star Award                      | Heize                    | Đề cử     |               |
| Melon Music Awards                      | 2018 | Top 10 Artists                            | Heize                    | Đề cử     |               |
| Melon Music Awards                      | 2018 | Best Rap/Hip Hop Award                    | "Jenga"                  | Đề cử     |               |
| Melon Music Awards                      | 2018 | Best OST                                  | "Would Be Better"        | Đề cử     |               |
| Melon Music Awards                      | 2019 | Top 10 Artists                            | Heize                    | Đoạt giải | [ 48 ]        |
| Melon Music Awards                      | 2019 | Artist of the Year                        | Heize                    | Đề cử     | [ 48 ]        |
| Melon Music Awards                      | 2019 | Best R&B/Soul                             | "We Don't Talk Together" | Đoạt giải | [ 48 ]        |
| Melon Music Awards                      | 2021 | Album of the Year                         | Happen                   | Đề cử     | [ 49 ]        |
| Melon Music Awards                      | 2021 | Song of the Year                          | "Happen"                 | Đề cử     | [ 49 ]        |
| Melon Music Awards                      | 2021 | Top 10 Artist Award                       | Heize                    | Đoạt giải | [ 49 ]        |
| Melon Music Awards                      | 2021 | Best Female Artist                        | Heize                    | Đề cử     | [ 49 ]        |
| Mnet Asian Music Awards                 | 2017 | Best Female Artist                        | Heize                    | Đề cử     | [ 50 ]        |
| Mnet Asian Music Awards                 | 2017 | Best HipHop & Urban Music                 | "Don't Know You"         | Đoạt giải | [ 50 ]        |
| Mnet Asian Music Awards                 | 2017 | Best Vocal Performance – Solo             | "You, Clouds, Rain"      | Đoạt giải | [ 50 ]        |
| Mnet Asian Music Awards                 | 2017 | Song of the Year                          | "You, Clouds, Rain"      | Đề cử     | [ 50 ]        |
| Mnet Asian Music Awards                 | 2018 | Best Female Artist                        | Heize                    | Đề cử     | [ 51 ]        |
| Mnet Asian Music Awards                 | 2018 | Artist of the Year                        | Heize                    | Đề cử     | [ 51 ]        |
| Mnet Asian Music Awards                 | 2018 | Best Vocal Performance – Solo             | "Didn't Know Me"         | Đoạt giải | [ 51 ]        |
| Mnet Asian Music Awards                 | 2018 | Song of the Year                          | "Didn't Know Me"         | Đề cử     | [ 51 ]        |
| Mnet Asian Music Awards                 | 2018 | Best HipHop & Urban Music                 | "Jenga"                  | Đề cử     | [ 51 ]        |
| Mnet Asian Music Awards                 | 2018 | Song of the Year                          | "Jenga"                  | Đề cử     | [ 51 ]        |
| Mnet Asian Music Awards                 | 2019 | Best Female Artist                        | Heize                    | Đề cử     | [ 52 ]        |
| Mnet Asian Music Awards                 | 2019 | Artist of the Year                        | Heize                    | Đề cử     | [ 52 ]        |
| Mnet Asian Music Awards                 | 2019 | Best Collaboration                        | "We Don't Talk Together" | Đề cử     | [ 52 ]        |
| Mnet Asian Music Awards                 | 2019 | Song of the Year                          | "We Don't Talk Together" | Đề cử     | [ 52 ]        |
| Mnet Asian Music Awards                 | 2019 | Best HipHop & Urban Music                 | "She's Fine"             | Đoạt giải | [ 52 ]        |
| Mnet Asian Music Awards                 | 2019 | Song of the Year                          | "She's Fine"             | Đề cử     | [ 52 ]        |
| Mnet Asian Music Awards                 | 2019 | Worldwide Fans' Choice Top 10             | Heize                    | Đề cử     | [ 52 ]        |
| Mnet Asian Music Awards                 | 2021 | Best Female Artist                        | Heize                    | Đề cử     | [ 53 ]        |
| Mnet Asian Music Awards                 | 2021 | Artist of the Year                        | Heize                    | Đề cử     | [ 54 ]        |
| Mnet Asian Music Awards                 | 2021 | Worldwide Fan's Choice Top 10             | Heize                    | Đề cử     | [ 54 ]        |
| Mnet Asian Music Awards                 | 2021 | Song of the Year                          | "Happen"                 | Đề cử     | [ 54 ]        |
| Mnet Asian Music Awards                 | 2021 | Best Vocal Performance                    | "Happen"                 | Đề cử     | [ 54 ]        |
| Seoul Music Awards                      | 2018 | Bonsang Award                             | Heize                    | Đề cử     | [ 55 ]        |
| Seoul Music Awards                      | 2018 | Popularity Award                          | Heize                    | Đề cử     | [ 55 ]        |
| Seoul Music Awards                      | 2018 | Hallyu Special Award                      | Heize                    | Đề cử     | [ 55 ]        |
| Seoul Music Awards                      | 2019 | Bonsang Award                             | Heize                    | Đề cử     |               |
| Seoul Music Awards                      | 2019 | Popularity Award                          | Heize                    | Đề cử     |               |
| Seoul Music Awards                      | 2019 | Hallyu Special Award                      | Heize                    | Đề cử     |               |
| Seoul Music Awards                      | 2021 | OST Award                                 | "Midnight"               | Đề cử     |               |
| Seoul Music Awards                      | 2022 | Bonsang Award                             | Heize                    | Đoạt giải | [ 56 ]        |
| Seoul Music Awards                      | 2022 | Popularity Award                          | Heize                    | Đề cử     | [ 56 ]        |
| Seoul Music Awards                      | 2022 | K-wave Popularity Award                   | Heize                    | Đề cử     | [ 56 ]        |
| Seoul Music Awards                      | 2022 | Ballad Award                              | Heize                    | Đề cử     | [ 56 ]        |
| Seoul Music Awards                      | 2022 | OST Award                                 | "On Rainy Days"          | Đề cử     | [ 56 ]        |
| Sports DongA Awards                     | 2017 | National Pension Award                    |                          | Đoạt giải |               |